# Majowy Wyścig Klasyczny-Lublin
Majowy Wyścig Klasyczny - Lublin (Carrera Clásica de Mayo - Lublin) fue una carrera ciclista polaca. 
Creada en 2000, formó parte del calendario de la UCI en categoría 1.5. En 2005, se integró en el UCI Europe Tour en categoría 1.2. No se organizó ni en 2006 ni en 2007.

## Palmarés
| Año       | Ganador            | Segundo            | Tercero              |
| --------- | ------------------ | ------------------ | -------------------- |
| 2000      | Piotr Chmielewski  | Marcin Lewandowski | Slawomir Chrzamowski |
| 2001      | Piotr Przydział    | Zbigniew Piątek    | Piotr Chmielewski    |
| 2002      | Oleksandr Klymenko | Bogdan Bondariew   | Robert Radosz        |
| 2003      | Piotr Mazur        | Oleksandr Klymenko | Slawomir Chrzamowski |
| 2004      | Piotr Przydział    | Wojciech Pawlak    | Lukasz Podolski      |
| 2005      | Cezary Zamana      | Wojciech Pawlak    | Ondrej Fadrny        |
| 2006-2007 | no realizada       | no realizada       | no realizada         |
| 2008      | Mateusz Mróz       | Marek Rutkiewicz   | Dariusz Baranowski   |

## Palmarés por países
| País    | Victorias |
| ------- | --------- |
| Polonia | 6         |
| Ucrania | 1         |